# 竹井10日
竹井 10日（1972年8月26日—），是日本愛知縣名古屋市出身的遊戲製作者、劇作家、輕小說作家。

## 簡歷
經歷家用遊戲軟體公司企畫之後，獨立出來在HOBIBOX體系下成立成人遊戲公司Marron。自2001年在該社出道以來，負責了所有作品的企畫、腳本，並親自經手通常會由他人改編的小說化與廣播劇CD等衍生作品。此外也以個人名義在角川Sneaker文庫執筆輕小說。
寫作風格為搞笑連發的快速步調或旁白的自我吐槽，通常若是不完全放開來會難以寫出來的劇情。

## 筆名由來
成立Marron之前，當初原本取名為「竹井十日」。但由於個人電子郵件的環境問題，寄件人顯示欄位裡的「十日」部分會變成亂碼而困擾不已。在和一位讀者信件往來時問到解決「十日」亂碼的方法，得到了「十會亂碼的話就用其他字代替吧。不一定要漢字用數字也可以。反倒是這樣比較有筆名的震撼力看起來很帥氣」的回答，於是馬上採納意見改變成現在「竹井10日」這個筆名。

## 批評
竹井為漫畫《幸運☆星》撰寫了小說版，但是沒有顧及到原作的劇情發展與角色個性，以及勉強加入和《幸運☆星》無關的個人作品宣傳，受到部分愛好者的嚴格批評。

## 作品列表

### Marron作品
- 秋櫻之空（2001年7月27日）
- お姉ちゃんの3乗（2003年7月25日）
- ひまわりのチャペルできみと（2007年8月24日）

### 輕小說
- 秋櫻之空：奈奈坂之門（2002年，KSS Novels）
- ポケロリ（2005年，角川Sneaker文庫）
- 幸運☆星：幸運☆星殺人事件（2007年，角川Sneaker文庫）
- 幸運☆星：幸運☆星Online（2008年，角川Sneaker文庫）
- 神薙：校內穢氣淨化合宿（2008年・一迅社文庫）
- 東京皇帝☆北條戀歌（2009年2月 - 2014年4月；角川Sneaker文庫；台灣角川代理）
- 10歲的保健體育（2010年6月 - 2015年4月；一迅社文庫；東立代理）
- 如果折斷她的旗（2011年12月 - 2016年9月；講談社輕小說文庫；東立代理）
- ここから脱出たければ恋しあえっ（2012年5月 - 2013年5月；角川Sneaker文庫）
- 愛だ恋だを取り締まる俺に、春がやってきたので無秩序（2014年9月 - 2015年9月；角川Sneaker文庫）
- 喜歡讚美的神軍（2016年11月 - 2017年12月；講談社ラノベ文庫；東立代理）
- 魔導GPXウィザード・フォーミュラ（2017年4月 - ・角川Sneaker文庫）
- 完美美少女般的天才正太與溺愛自己的漂亮姊姊共同創作震驚業界遊戲同時聽到製作遊戲的恐怖故事！（2019年8月 - ・講談社ラノベ文庫；青文出版代理）
- 僕を遺していく残酷な君と、君を忘れられない僕と（2019年12月・LINE文庫）

### 漫畫
- 將死之人 （2013年7月- 已完結・COMIC メテオ）
- がくだん!（2015年4月 - 2016年1月・月刊コンプエース）

### 廣播劇CD
發售商皆為HOBiRECORDS。
- ドラマCD 秋桜の空に（2003年～2005年）
- ドラマCD お姉ちゃんの3乗（2004年）
- 魔法店舗カナルナ（2006年）

網路廣播節目「ユカナ*ハルナのスイートマジック」内にて配信されたラジオドラマ。監修と第1話～第6話の脚本を担当。

## 關連項目
- Marron
- 成人遊戲相關人物列表

## 外部連結
- （日語） 八坂原学院[永久] - 作者個人網站
- （日語） Marron